# Titularbistum Arae in Mauretania
Arae in Mauretania (ital.: Are di Mauritania) ist ein Titularbistum der römisch-katholischen Kirche.
Der ehemalige Bischofssitz in der in Nordafrika gelegenen Stadt Arae in Mauretania lag in Mauritania Sitifense, dem orientalischen Teil der römischen Provinz Mauretania Caesariensis, die im 7. Jahrhundert mit der islamischen Expansion unterging. 
| Titularbischöfe von Arae in Mauretania |                                                                       |                                                                               |                   |                   |
| Nr.                                    | Name                                                                  | Amt                                                                           | von               | bis               |
| 1                                      | Michel-Jules-Joseph-Marie Bernard CSSp Titularerzbischof pro hac vice | emeritierter Erzbischof von Brazzaville (Kongo)                               | 2. Mai 1964       | 15. Januar 1966   |
| 2                                      | Lucien-Sidroine Lebrun                                                | emeritierter Bischof von Autun (Frankreich)                                   | 22. März 1966     | 10. Dezember 1970 |
| 3                                      | Antônio Sarto SDB                                                     | Koadjutorprälat von Porto Velho, Koadjutorbischof von Porto Velho (Brasilien) | 18. Mai 1971      | 26. Mai 1978      |
| 4                                      | Patrick Mumbure Mutume                                                | Weihbischof in Umtali (Simbabwe)                                              | 15. Mai 1979      | 8. Februar 2017   |
| 5                                      | Jesús Ruiz Molina                                                     | Weihbischof in Bangassou (Zentralafrikanische Republik)                       | 11. Juli 2017     | 10. März 2021     |
| 6                                      | Gabriel Msipu Phiri                                                   | Weihbischof in Chipata (Sambia)                                               | 10. Dezember 2022 |                   |